# Lito ide mala
Lito ide mala drugi je studijski album splitske rap-reggae-dance-italo disco grupe Kuzma & Shaka Zulu. Album je objavljen 1996. godine, a objavila ga je diskografska kuća Croatia Records.
Album je označio naglu promjenu u zvuku grupe. Na debitantskom albumu, grupa se primarno bazirala na rap žanr, no na ovom albumu uvode i mnoge druge elemente, a rap skoro pa potpuno odbacuju. 
Saša Kuzmić rekao je da je nagla promjena zvuka grupe inspirirana njegovom željom da snimi album u vrijeme kad je italo disco bio popularan. Iako album nije bio u zvuku tadašnjeg vremena, dobro je prihvaćen od strane kritičara i publike, te se naslovni hit "Lito ide mala" i dan danas intenzivno sluša. 
Album je mješavina pop rocka, italo disca i synth popa.
Većina albuma snimana je u sobi Saše Kuzmića.

## Popis pjesama
Tekstovi i glazba: Saša Kuzma Kuzmić, osim "Topla klima", koju je napisao i Alen Jerinić. 
| 1.    | »Lito ide mala«        | 3:52 |
| 2.    | »Ne budi luda«         | 3:42 |
| 3.    | »Financijska policija« | 3:08 |
| 4.    | »Dalmatino«            | 3:42 |
| 5.    | »Topla klima«          | 3:42 |
| 6.    | »More, more«           | 3:41 |
| 7.    | »Majstori sa mora«     | 3:55 |
| 8.    | »Godine ove«           | 3:48 |
| 9.    | »Palme njišu grane«    | 3:45 |
| 10.   | »Zaspala na suncu«     | 3:59 |
| 11.   | »Isprid portuna«       | 3:44 |
| 40:58 |                        |      |

## Zasluge
Kuzma & Shaka Zulu
- Petar Santić – bubnjevi, prateći vokali
- Alen Jerinić – gitara, bas-gitara, prateći vokali
- Šime Jelić – klavijature, synth bass, prateći vokali
- Saša Kuzmić – vokali, sintisajzer